# أندرو شون غرير
أندرو شون غرير (بالإنجليزية: Andrew Sean Greer)‏ هو كاتب أمريكي، ولد في 5 نوفمبر 1970 في واشنطن العاصمة في الولايات المتحدة.

## وصلات خارجية
- الموقع الرسمي
- أندرو شون غرير على موقع ديسكوغز (الإنجليزية)